# Bank Rozwoju Cukrownictwa
Bank Rozwoju Cukrownictwa S.A. – bank komercyjny z siedzibą w Poznaniu, istniejący w latach 1990–2012. 

## Historia
Bank został powołany do życia głównie przez przedsiębiorstwa przemysłu cukrowniczego. Był bankiem uniwersalnym obsługującym klientów prywatnych oraz instytucjonalnych. Miał ok. 20 placówek, głównie w mniejszych miejscowościach. Specjalizował się w finansowaniu i obsłudze przemysłu cukrowniczego. W ostatnich latach działalności nie prowadził działalności operacyjnej.
Większościowym akcjonariuszem był Bank Handlowy w Warszawie SA. Po przejęciu Banku Handlowego przez Citibank w 2001 prowadzone były działania mające na celu zbycie akcji Banku Rozwoju Cukrownictwa inwestorom zewnętrznym, jednak zamierzenia te nie zostały wykonane.
W 2010 rozpoczął się proces likwidacji banku, trwający do 2012. Wykreślenie spółki z Krajowego Rejestru Sądowego uprawomocniło się 18 września 2012.